# Торшиловский
Торшиловский — посёлок в Большечерниговском районе Самарской области. Входит в состав сельского поселения Глушицкий.

## История
В 1973 г. Указом Президиума ВС РСФСР поселок отделения №  2 совхоза «Глушицкий»  переименован в Торшиловский.

## Население
| 2010 | 2011 | 2012 | 2013 | 2014 | 2015 | 2016 |
| ---- | ---- | ---- | ---- | ---- | ---- | ---- |
| 350  | ↗351 | ↗395 | ↗446 | ↗455 | ↘428 | ↘420 |